# Sandra Vásquez de la Horra
Sandra Vásquez de la Horra (* 1967 in Viña del Mar, Chile) ist eine chilenische Künstlerin. Sie lebt in Berlin.

## Leben
Nach dem Studium der Visuellen Kommunikation in den Jahren 1989 bis 1994 an der Universität für Grafikdesign in Viña Del Mar setzte sie ihr Studium an der Kunstakademie Düsseldorf fort. Von 1995 bis 1996 studierte sie bei Jannis Kounellis und von 1996 bis 2001 bei Rosemarie Trockel. Anschließend nahm sie bis 2003 an einem Postgraduierten-Programm der Kunsthochschule für Medien, Köln teil.
Vásquez de la Horra zeichnet vorwiegend. Sie arbeitet mit Bleistift und Farbstift auf Papier, wobei sie oftmals Gebrauchspapiere verwendet. Ihre charakteristische endgültige Form erhalten die Werke dadurch, dass die bezeichneten Blätter in Wachs getaucht werden. Zum Motivrepertoire von Vásquez de la Horra gehören Erinnerungen an die Militärjunta Pinochets in Chile, Volksglaube, Aberglaube und Märchen. Die Künstlerin verbindet Traditionen aus den Kulturkreisen Lateinamerikas mit denen Mitteleuropas.

## Einzelausstellungen
- 2019 Aguas Profundas, Museo Novecento, Florenz
- 2019 Take back my Shadow, Wooson Galerie, Daegu (Süd-Korea)
- 2018 Amèrica sin Fronteras, David Nolan Galerie, New York
- 2014 »Una isla en el cielo«, Galerie Kewenig, Berlin
- 2010 Sandra Vásquez de la Horra, Bonnefantenmuseum, Maastricht, NL
  - Sandra Vásquez de la Horra – Oh sole Mio!, Galerie Thaddaeus Ropac, Paris
- 2009 Confesiones de una Musa, Daniel Weinberg Gallery. Los Angeles
- 2008 Sandra Vásquez de la Horra. Galerie Rupert Pfab, Düsseldorf
  - Sandra Vásquez de la Horra. David Nolan Gallery, New York
  - Sandra Vásquez de la Horra – Mitológica. museum kunst palast, Düsseldorf
- 2007 Impossible Mind. Sprovieri Gallery, London Impossible Mind. Kewenig Galerie, Köln
- 2006 Sandra Vásquez de la Horra. Galerie Rupert Pfab, Düsseldorf
  - Sandra Vásquez de la Horra. Galerie Jule Kewenig, Palma de Mallorca
- 2005 Alquimia Fantástica. Galerie Jule Kewenig, Palma de Mallorca
- 1999 Botánica de la Evolución. Goethe-Institut, Santiago de Chile, Chile
  - Anatomy Studies. Galerie Entropie, Wrocław, Polen

## Gruppenausstellungen (Auswahl)
- 2009 "Let´s Party for a Piece of Art", Pinakothek der Moderne, München, PIN.,
  - "X. Bienal de Arte de Bogotá" Confluencias Museo de Arte Moderno de Bogotá, Kolumbien
  - „Essential Experiences“ u. a. mit Marina Abramović, Anselm Kiefer, Gerhard Richter, museo d’arte contemporanea della sicilia, Palermo
  - "elles@centrepompidou, artistes femmes dans les collections du Centre Pompidou", Centre Pompidou, Paris
  - "privat view II", Galerie Andreas Grimm, München
  - "The End Of The Line – Attitudes In drawing" (mit u. a. Michaël Borremans, Marc Brandenburg, Kate Davis), MIMA – Middlesbrough Institute of Modern Art, UK
- 2008 Que culpa tiene el durazno. Centro de Extensión del Consejo Nacional de la Cultura y las Artes, Valparaíso, Chile
  - MEDIATIONS BIENNALE POZNAN. (curated by Lorand Hegyi, Yu Yeon Kim, Gu Zhenqing), Poland
  - FRAC – Picardie, Amiens (Frankreich), Anatomie, les peaux du dessin – collection Florence & Daniel Guerlain
  - Memories for Tomorrow: Works from The UBS Art Collection. Shanghai Art Museum
  - Micro-narratives, tentation des petites réalités. Musée d´Art Moderne de Saint-Etienne
  - The Florence & Daniel Guerlain Collection – Select Drawings. Cultural Services of the Embassy of France, New York 2007
  - Micro-Narratives. 48th October Salon of Belgrade, Cultural Centre Belgrade
  - Drawings from the UBS Art Collection. Tate Modern, London
  - Kava Kava – Facetten der Angst. Kunstmuseum Mülheim an der Ruhr in der Alten Post, Mülheim an der Ruhr
- 2007 "und immer fehlt mir was, und das quält mich". Graz Kunst, Graz
  - Micro-Narratives. 48th October Salon of Belgrade, Cultural Centre Belgrade
  - Drawings from the UBS Art Collection. Tate Modern, London
  - Kava Kava – Facetten der Angst. Kunstmuseum Mülheim an der Ruhr in der Alten Post, Mülheim an der Ruhr
- 2006 Drawings. Kunsthaus Lempertz, Berlin
  - OPEN SPACE. Art Cologne 06, Galerie Rupert Pfab, Düsseldorf
  - Art Cologne 06, Förderkoje “young talents”. Galerie Jule Kewenig, Palma de Mallorca
- 2005 Akt; 8 Positionen in der Aktmalerei. Kunstverein Speyer, Speyer
- 2004 In erster Linie... . Kunsthalle Fridericianum, Kassel
  - Das Böse. Guardini Stiftung, Berlin
- 2003 Materia, Reflección y sueños. Collection Santa Cruz-Yaconi,
  - MAVI Museo de Artes Visuales, Santiago de Chile, Chile
- 2001 Salzburg. Kunstraum Düsseldorf, Düsseldorf
- 2000 Wuckenhof. (Klasse von Prof. Rosemarie Trockel), Kunstverein Schwerte, Schwerte
- 1999 Proyecto orgánico. Galeria Municipal de Valparaíso, Chile
  - ARTtoll-Labor. Bedburg-Hau, Kleve
- 1998 Äquator. Museo de Arte Contemporáneo, Santiago de Chile
  - Cascabel. Galerie Thomás Andreu, Santiago de Chile
- 1995 Diversidades. Museo de Arte Contemporáneo, Santiago de Chile